# Du Bois (Antwerpen)
Du Bois, ook du Bois de Nevele, du Bois d'Aische en du Bois de Vroylande was een notabele en adellijke familie, voornamelijk afkomstig uit Antwerpen en het Antwerpse.

## Geschiedenis
De eerste bekende voorvaders behoorden tot de ambachten, met als eerste de in Brussel wonende Cornelius van de Bossche of du Bois, die in 1525 in die stad overleed. Een van zijn kleinzoons, Louis du Bois, vestigde zich in 1561 in Antwerpen en trouwde er met Gertruda Pellicorne. Hun zoon, de handelaar Aloysio du Bois, trok naar Venetië en maakte er fortuin. Terug in Antwerpen in 1637, verwierf hij er verschillende eigendommen, alsook de heerlijkheid Aische-en-Refail. 
- In 1672 verleende koningin Maria Anna van Oostenrijk, regentes van Spanje, erfelijke adel, met de persoonlijke titel ridder, aan Gilles du Bois, zoon van Aloysio. Gilles trouwde met zijn nicht Maria Tholincx, die de heerlijkheid Vroylande meebracht. Vanwege de familie Tholincx kwam ook het kasteel Zorgvliet in Hoboken in het bezit van du Bois.
- In 1676 verleende koning Karel II van Spanje de titel ridder aan Louis du Bois, heer van Vroylande en Aische.
- In 1701 verleende koning Filips V van Spanje de titel ridder aan Arnould du Bois, heer van Vroylande en Aische.

## Genealogie
- Arnould du Bois.
  - Jean-Antoine du Bois, xx Dymphonne della Faille de Nevele. Door dit huwelijk kwam het kasteel van Ooidonk in het bezit van de familie du Bois.
    - Charles-Joseph du Bois de Vroylande de Nevele (1757-1828), adelsbevestiging in 1816.
    - Ferdinand du Bois (1767-1848), lid van het Nationaal Congres, senator, x Reine Wellens, adelsbevestiging in 1816, van wie alle huidige leden van de verschillende takken du Bois afstammen.
      - Ferdinand Philippe du Bois de Nevele (1795-1862), x gravin Olympe d'Oultremont, nicht van de prinsbisschop van Luik, Charles-Nicolas d'Oultremont.
        - Emile du Bois de Nevele (zie hierna).
        - Adolphe du Bois d'Aische (zie hierna).

      - Louis du Bois, tak de Vroylande (zie hierna).

## Emile du Bois de Nevele
- Emile Ferdinand Charles Joseph Antoine du Bois (1820-1877) trouwde in Brasschaat met Antonine de Pret Roose de Calesberg (1821-1890). Ze kregen acht kinderen, die in 1885 vergunning kregen 'de Nevele' aan hun familienaam toe te voegen. 
  - Ferdinand du Bois de Nevele (1844-1924), burgemeester van Brasschaat, trouwde met barones Hildegarde de T'Serclaes (1852-1924). Het echtpaar bleef kinderloos.
  - Joseph du Bois de Nevele (1863-1937) trouwde met Elise Meyvaert (1865-1948). Met afstammelingen tot heden.

## Adolphe du Bois d'Aische
- Adolphe Gabriel Joseph Antoine Marie Louis du Bois d'Aische (1825-1868), volksvertegenwoordiger, burgemeester van Edegem, verkreeg in 1846 de titel graaf, overdraagbaar bij eerstgeboorte. Hij trouwde in Bazel in 1845 met Rosalie Vilain XIIII (1824-1894), dochter van Philippe Vilain XIIII, lid van het Nationaal Congres en senator. Ze kregen acht kinderen.
  - Ferdinand du Bois d'Aische (1846-1904), gevolmachtigd minister en buitengewoon gezant, trouwde in Den Haag in 1878 met Elisabeth Suermondt (1855-1910). Het echtpaar bleef kinderloos.
  - Adrien du Bois d'Aische (1852-1936) trouwde in Brussel in 1873 met barones Marie-Thérèse de Fierlant (1853-1941). Met afstammelingen tot heden. In 1873 verkreeg hij naast de bestaande titel die naar zijn oudere broer overging, de titel graaf, overdraagbaar bij eerstgeboorte.

## Louis du Bois
- Louis Hyacinthe Joseph du Bois (Wijnegem, 16 september 1800 - Antwerpen, 8 oktober 1868) trouwde in Antwerpen in 1822 met Nathalie de Caters (1802-1871), dochter van de burgemeester van Antwerpen Willem de Caters.
  - Charles Louis du Bois de Vroylande (1835-1888), gouverneur van Antwerpen, verkreeg in 1886 vergunning om de Vroylande aan de familienaam toe te voegen. Hij trouwde in Antwerpen in 1866 met Mathilde Cogels (1845-1879), dochter van senator John Cogels. Hij hertrouwde in 1880 met zijn schoonzus Léocadie Cogels (1848-1923). Met zes kinderen uit het eerste en één uit het tweede huwelijk. Met afstammelingen tot heden.
    - Ubald du Bois de Vroylande (1871-1932) trouwde in 1900 in Brasschaat met Alida van Praet (1872-1940). Ze kregen acht kinderen, met afstammelingen tot heden.
      - Robert du Bois de Vroylande (1907-1944) trouwde met Madeleine Gilliot (1909-1989). Ze hadden acht kinderen, met afstammelingen tot heden.

    - Charles Jean du Bois de Vroylande (1884-1961) was jezuïet.